# Martin Stöhr
Martin Stöhr (n. 28 martie 1819, Leutershausen, comuna Hirschberg an der Bergstraße - d. 2 septembrie 1896) a fost un tâmplar, sculptor și arhitect german care a trăit și creat cea mai mare parte a vieții în România.
La 19 mai 1875, domnitorul Principatelor Unite ale Moldovei și Țării Românești, viitorul Rege al României Carol I, a început lucrările de construire a Castelului Peleș, a cărui piatră de temelie a fost așezată la 22 august 1875. Domnitorul l-a însărcinat pe Martin Stöhr cu organizarea și conducerea lucrărilor. 
Sculptorul în lemn Martin Stöhr a venit în România în anul 1866, ca însoțitor al prințului Carol I de Hohenzollern, iar după doi ani a fost numit „sculptorul Casei princiare din România". Anterior, el lucrase o perioadă pentru Carol l la castelul Sigmaringen, la recomadarea regelui Wilhelm I al Prusiei (ulterior Împărat al Germaniei).
Stöhr a lucrat în slujba regelui Carol I timp de 30 de ani, atât pentru Palatul Regal din București, cât mai ales, pentru reședința de vară a acestuia, castelul Peleș, unde a deținut funcția de director al lucrărilor de construcție și amenajare.
Prin aducerea lui Stöhr la palatul princiar al statului, Carol urmărea o reformă în arhitectura de interior (ca și în armată, administrație, transporturi etc.), altfel spus urmărea înlocuirea elementului francez cu cel german.
Martin Stöhr nu s-a căsătorit. El nu făcea doar parte din cercul de prieteni ai lui Carol I, ci i-a fost și confident.

## Distincții
Pentru serviciul credincios și talentul său, sculptorul șl arhitectul Martin Stöhr a fost distins cu mai multe ordine și medalii:
Carol I i-a decernat:
- ordinul Steaua României în grad de cavaler,
- ordinul Coroanei în grad de ofițer

prințul Karl Anton de Hohenzollern-Sigmaringen i-a înmânat 
- Medalia de Aur.

regele Suediei i-a acordat
- ordinul regal Wasa,

împăratul Austro-Ungariei Franz Joseph al Austriei i-a înmânat
- Crucea de cavaler al ordinului Franz Josef.

## Mormântul
Martin Stöhr a decedat în 1896 și a fost înmormântat în cimitirul evanghelic luteran din București. Mormântul său a fost creat de Carol Storck. Elementul principal este un medalion central cu efigie spre stânga, în basorelief turnat în bronz, montat pe o placă din marmură roșie tip stelă funerară. Pe o placă bronz există o inscripție cu majuscule: MARTIN STÖHR/1819-1896. La baza monumentului apare următoarea inscripție cu majuscule, în limba germană:
DEM MÜDEN KÖNIG CARL
IM WELTGEBRAUSE
BILDHAUER UND ARHITECT
FREUND UND SCHREINER
CARMEN SILVA.
În traducere, textul sună astfel:
Ostenitului rege Carol
în tumultul acestei lumi
 (i-a fost) sculptor și arhitect
prieten și tâmplar
Carmen Silva